# Eusyllis longisetosa
Eusyllis longisetosa är en ringmaskart som först beskrevs av Addison Emery Verrill 1900.  Eusyllis longisetosa ingår i släktet Eusyllis och familjen Syllidae. Inga underarter finns listade i Catalogue of Life.